# Zamek w Lataczu
Zamek w Lataczu – czworoboczny, obronny zamek istniał w miejscowości do XVIII w. Posiadał cztery baszty na rogach. Do kamiennej baszty, zachowanej do 1939 roku, i przylegającego do niej skrzydła, Jan Sebastian Heydel dobudował parterowy dwór.